# Mátraterenye
Mátraterenye är en ort i Ungern.   Den ligger i provinsen Nógrád, i den norra delen av landet, 90 km nordost om huvudstaden Budapest. Mátraterenye ligger 228 meter över havet och antalet invånare är 1 995.